# 青春パンク
青春パンク（せいしゅんパンク）は、「青春」をモチーフにしたパンク・ロックである。2000年代前半にブームを起こした。
青春パンクとして挙げられるバンドには、GOING STEADY、ガガガSP、FLOW、サンボマスターがいる。